# Décennie 1630 en architecture
| Années de l'architecture : 1627 - 1628 - 1629 - 1630 - 1631 - 1632 - 1633    |
| Décennies de l'architecture : 1600 - 1610 - 1620 - 1630 - 1640 - 1650 - 1660 |

Cet article présente les faits marquants de la décennie 1630 en architecture.

## Événements
- 1628-1658 : le règne de Shâh Jahân, empereur moghol coïncide avec l'apogée de l'architecture moghole, avec la construction du mausolée de Jahângîr (1627-1634), du Taj Mahal (1632-1647), du fort rouge de Delhi (1638-1648), de grandes sections du fort d'Agra (1628-1637), la mosquée Jama Masjid de Delhi (1644-1656), la mosquée de Wazir-Khan (1634), la mosquée de Moti (en) dans le fort de Lahore (1635), les jardins de Shalimar à Lahore (1641), des parties du fort de Lahore, la mosquée de Mahabat Khan (en) à Peshawar et la mosquée de Shâh Jahân (en) à Thatta (1644-1647)[1],[2],[3].
- 16 juillet 1630 : proclamation royale réglementant les constructions neuves à Londres. Les terrains de Covent Garden appartenant à l'abbaye de Westminster sont rachetés par le duc de Bedford. De 1631 à 1639, le quartier est loti et aménagé suivant les plans d'urbanismes faits par Inigo Jones[4].

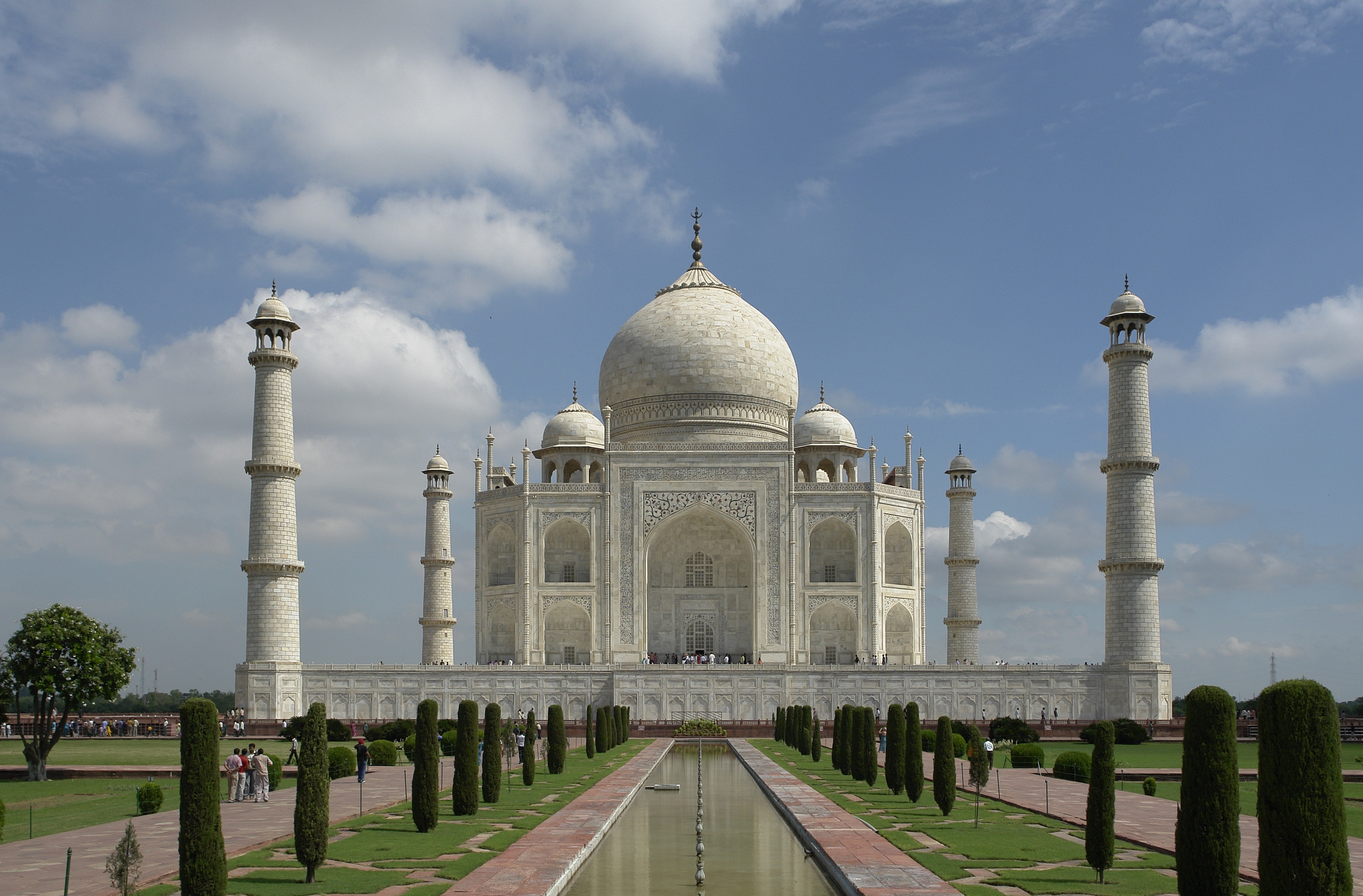
Le Taj Mahal

- 17 juin 1631 : mort en couche de Mumtaz-i Mahal, épouse favorite de Shah Jahan ; son corps est transféré à Âgrâ le 8 janvier 1632[5]. Début de la construction de son monument funéraire, le Taj Mahal, dirigée par Ustad Ahmad Lahauri (fin en 1643/1644, ou 1648, ou 1654, la date est incertaine). Le bâtiment entier est couvert de marbre blanc avec des incrustations de pierres de couleur aux motifs abstraits ou floraux[6].
- 17 mars 1632 : consécration de la chapelle universitaire de Peterhouse à Cambridge en Angleterre[7].
- 3 janvier 1638 : inauguration du théâtre de Van Campen à Amsterdam[8].
- 7 novembre 1638 : consécration d'une colonne mariale érigée sur Marienplatz à Munich, la première construite au nord des Alpes[9].
- 1638 : Jacques Lemercier devient Premier architecte du Roi de France[10].

## Réalisations

### Asie
- 1632-1653 : construction du Taj Mahal[11].
- 1633 : reconstruction du temple Kiyomizu près de Kyoto, au Japon[12].
- 1634 : construction de la mosquée de Wazir-Khan à Lahore[13].
- 1634-1636 : reconstruction du Nikkō Tōshō-gū, un des grands mausolées de Nikkō au Japon[14].

- 1636 : rénovation du Shinkyō, pont sacré du sanctuaire de Futarasan-jinja, un des grands mausolées de Nikkō au Japon[15].
- 29 avril 1638 : début de la construction du fort rouge de Delhi, achevée le 13 mai 1646[11].

### Europe
- 1628-1633  : construction de la cathédrale Saint-Colomba de Derry en Irlande[16].
- 1629-1638 : Le Bernin achève la construction du palais Barberini à Rome (commencée par Maderno en 1627)[17].

- 1630-1633  : reconstruction de la grande synagogue de Vilna sur le site d'une ancienne synagogue datant de 1572[18].

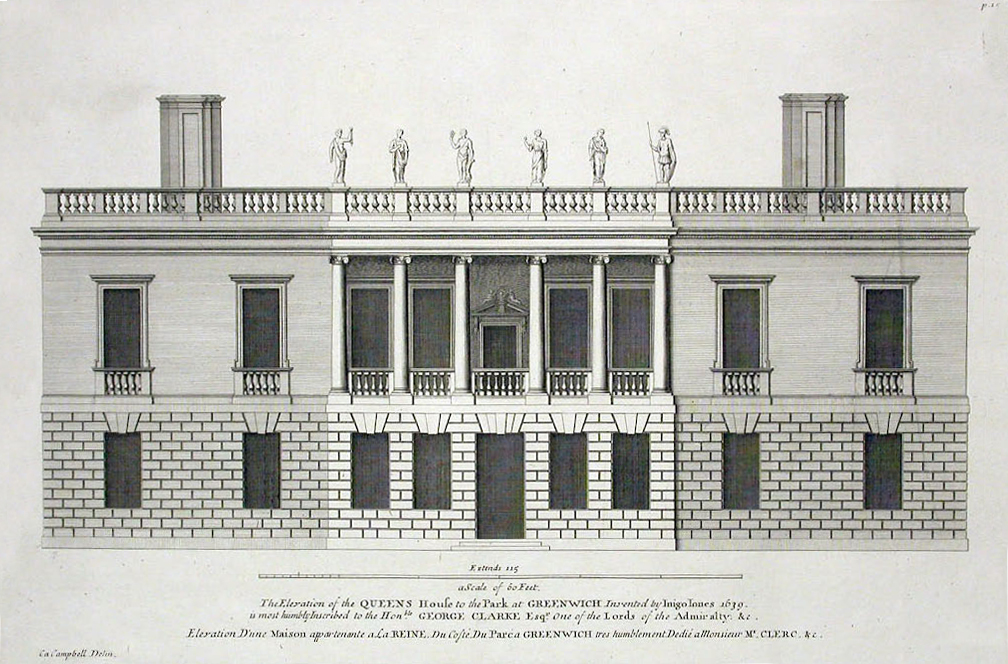
La maison de la Reine dessinée par Inigo Jones

- 1630-1635  : Inigo Jones achève la construction de la Maison de la Reine (Queen's House) à Greenwich pour la reine Henriette-Marie de France (commencée en 1616)[19]. Cette maison est largement inspirée de la villa de Poggio a Caiano dessinée par Giuliano da Sangallo[20].
- 1631-1633  : construction de l'église Saint-Paul, à Covent Garden, par Inigo Jones[21].

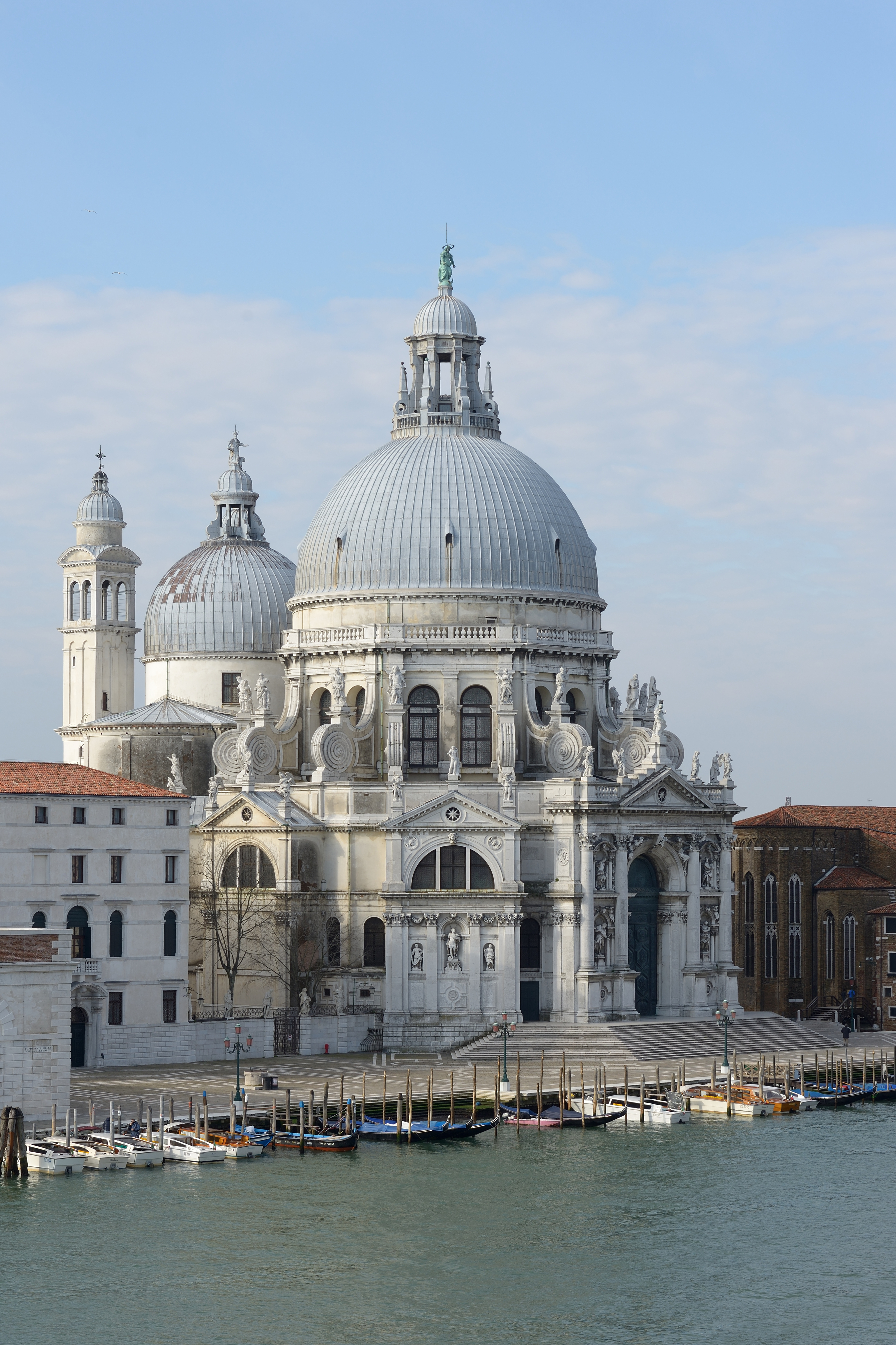
La basilique Santa Maria della Salute de Venise

- 1631-1687 : construction de l'église de la Salute à Venise par le sculpteur et architecte Baldassare Longhena[22]. Elle est célèbre par ses gigantesques volutes soutenant la coupole.
- 1632 : érection de l'Arco Valaresso, arc de triomphe à Padoue[23].
- 1633-1644 : construction de la Mauritshuis à La Haye[24].
- 15 juillet 1634 : Francesco Borromini commence l'église Saint-Charles-des-Quatre-Fontaines à Rome[25]. Elle est achevée l'année de sa mort, en 1667.
- 1634-1640 : construction des bâtiments et de l'escalier de la cour de l'ex-collège jésuite à Gênes par Bartolomeo Bianco (it) (Palazzo Balbi-Senarega (it))[26].
- 1635 : début de la construction des lignes de Floriana, fortifications à Il-Furjana (Floriana) à Malte[27].
- 1635-1639 : l'architecte royal Koca Kasım Ağa construit le « kiosque d'Erevan » (Revan Köşkü, 1635-1636) puis le « kiosque de Bagdad » (Bağdat Köşkü, 1638-1639) au palais de Topkapı à Constantinople, pour célébrer les victoires ottomanes à Erevan et Bagdad[28].
- 1635-1653 : construction du palais de Radziwiłł (en) à Vilnius[29].
- 1636 : construction du pont Fawr, à Llanrwst, au Pays de Galles[30].
- 1638-1643 : lotissement de Lincoln's Inn Fields à Londres ; Inigo Jones y aurait construit Lindsey House vers 1640[31].

#### France
- 1631 : la construction du palais du Luxembourg à Paris, dessiné par Salomon de Brosse, est achevée[32].

- 1631-1642 : travaux du château de Richelieu et du développement urbain de la ville éponyme dessinés par Jacques Lemercier[33].

- 1631-1634 : le roi Louis XIII transforme le pavillon de chasse qu'il possédait à Versailles en un petit château. Les travaux sont confiés à l'architecte Philibert Le Roy[34].
- Vers 1631-1635 : début de la construction de la prison de l'Abbaye à Paris par Christophe Gamard[35],[36].

- 31 octobre 1632 : début de la construction de l'église de la Visitation à Paris par François Mansart, assisté du maître-maçon Michel Villedo. L'église est consacrée le 14 septembre 1634[37].

- 1632-1634 : Jean Androuet du Cerceau édifie la terrasse et l’escalier en Fer-à-cheval du château de Fontainebleau[38].

- 1633 : le chœur de la nouvelle église Saint-Eustache de Paris est achevé. L'église, commencée en 1532, est consacrée le 26 avril 1637[39].
- 1634-1639 : Jacques Lemercier est chargé par Richelieu des travaux d'agrandissements du Palais-Cardinal à Paris[40]. Le 6 juin 1636, Richelieu fait don du palais au roi Louis XIII, qui devient Palais-Royal après sa mort en 1642[41].
- 15 mai 1635 : début de la reconstruction de la chapelle de la Sorbonne par Jacques Lemercier[42] (fin en 1642).
- 1635-1638 :  construction du gros œuvre de l’hôtel de la Vrillière à Paris (actuelle Banque de France, fin en 1645)[43]. Dessiné par François Mansart, il devient le modèle des hôtels parisiens de l’aristocratie pendant tout le siècle.
- 1633 : Le Bernin achève le baldaquin du chœur de la basilique Saint-Pierre de Rome (commencé en 1624)[44].
- 1635-1638 : construction de l'aile Gaston d'Orléans du château de Blois par François Mansart[45].

- 1637-1641 : construction du théâtre du Palais-Cardinal dessiné par Jacques Lemercier[46].

## Naissances
- 1630 : Jean-Baptiste Mathey († 1696)
- 20 octobre 1632 : Christopher Wren († 25 février 1723)
- 1634 : François d'Orbay († 1697)
- 18 juillet 1635 : Robert Hooke († 3 mars 1703)
- 1636 : Libéral Bruant († 1697)

## Décès
- x